# Fédération des industries technologiques
La Fédération des industries technologiques (finnois : Teknologiateollisuus, suédois : Federation of Finnish Technology Industries) est une organisation patronale en Finlande.
La fédération est membre de la confédération des industries finlandaises.

## Activités
Depuis sa fondation elle est le représentant des employeurs dans les discussions et négociations nationales avec les syndicats comme le Teollisuusliitto.
Progressivement la fondation a développé une activité de lobying auprès du pouvoir politique en cherchant à favoriser la compétitivité et les conditions de fonctionnement du secteur des industries technologiques en Finlande,.

## Secteurs d'activités
Les principales industries concernées sont l'électronique, l'électricité, la fabrication des machines et la métallurgie, la conception et le conseil, ainsi que les technologies de l'information.
L'industrie technologique est responsable de 50% des exportations finlandaises et de 75 % des investissements en recherche et développement.
L'industrie emploie directement quelque 270 000 personnes et environ 700 000 indirectement.
En 2018, la fédération a rapproché les compétences finlandaises dans les domaines de l'Intelligence artificielle et de la conception numérique en fondant l'équipe d'IA présidée par Taneli Tikka.

## Organisations membres et partenariats
La fédération regroupe environ 1 600 sociétés membres.
La fédération est membre d'organisations de coopération européennes comme DIGITALEUROPE, WindEurope, COCIR, CECIMO, SVAPU,,.